# Kabaret PUK
Kabaret PUK – krakowska grupa kabaretowa założona w 2007.
W skład kabaretu wchodzą aktorzy i kabareciarze współpracujący m.in. z takimi krakowskimi instytucjami i grupami jak: Teatr KTO, Śródmiejski Ośrodek Kultury, Ośrodek Kultury im. C.K. Norwida, Kinoteatr Uciecha. Na swoim koncie mają trzy autorskie programy - Puka Buka, którego premiera odbyła się 11 stycznia 2008, Stuk zaprezentowany dokładnie rok po pierwszej premierze oraz najnowszy Czas Puka przedstawiony widzom 9 stycznia 2010. Są organizatorami Wieczorów Komedii Improwizowanej oraz Wieczorów Lotnego Humoru.

## Skład
- Agata Słowicka - aktorka współpracująca z Teatrem KTO. Studentka Krakowskiej Szkoły Jazzu i Muzyki Rozrywkowej.
- Tomasz Biskup - tekściarz, dźwiękonaśladowca. W latach wcześniejszych działał w kabarecie Totakapokraka.
- Karol Bulski - pianista, student Krakowskiej Szkoły Jazzu i Muzyki Rozrywkowej.
- Alan Pakosz - obecny manager grupy. Aktor współpracujący z Teatrem KTO.
- Michał Próchniewicz - współtwórca tekstów, obsługa techniczna, autor oficjalnej strony internetowej kabaretu.

Byli członkowie:
- Karol Zapała - aktor, absolwent PWST we Wrocławiu (do 2009 r.)

## Nagrody i wyróżnienia

### 2008
- Grand Prix - VI Trybunały Kabaretowe w Piotrkowie Trybunalskim
- I miejsce i nagroda publiczności - XIV MULATKA w Ełku
- I miejsce i nagroda publiczności - XXV Turniej Łgarzy w Bogatyni
- III miejsce – V Przegląd Kabaretów Studenckich (PKS) w Warszawie
- III miejsce – V Śląska Olimpiada Kabaretowa w Katowicach
- Nagroda indywidualna dla Agaty Słowickiej - VI Trybunały Kabaretowe
- Nagroda indywidualna dla Agaty Słowickiej - XIV MULATKA w Ełku

### 2009
- Wyróżnienie - 25. PaKA
- Nagroda Publiczności (drugiego dnia konkursu) - 25. PaKA
- Nagroda za najlepszy rekwizyt (walizka kabaretu Potem) - 25. PaKA
- Grand Prix i nagroda publiczności - V ZAK w Skierniewicach
- Nagroda indywidualna dla Tomka Biskupa - V ZAK w Skierniewicach
- Wyróżnienie - XV MULATKA
- II miejsce i nagroda publiczności - Alan Pakosz - II Mistrzostwa Polski w klęciu jak Szewc, w Zgorzelcu
- Wyróżnienie - Tomasz Biskup - II MP w klęciu jak Szewc, w Zgorzelcu
- Grand Prix - VII Trybunały Kabaretowe w Piotrkowie Trybunalskim
- Nagroda za inscenizację wpisu do Konstytucji Kabaretowej - VII Trybunały Kabaretowe w Piotrkowie Trybunalskim
- II miejsce – Mały Ryjek w Rybniku